# I Can't Stop Loving You
I Can't Stop Loving You is een country-lied, geschreven door Don Gibson die het als eerste opnam op 30 december 1957 voor RCA Victor. De single, met op de andere zijde "Oh Lonesome Me", was in 1958 een dubbelzijdige hit voor Don Gibson.

## Ray Charles
Het nummer werd in 1962 een cross-oversucces in de popmuziek toen de versie van Ray Charles vijf weken lang op nummer één stond in de Billboard Hot 100. In de Nederlandse hitparade piekte het op nummer 2.

### Hitnotering

#### NPO Radio 2 Top 2000
| Nummer met noteringen in de NPO Radio 2 Top 2000 | '99  | '00  | '01  | '02  | '03  | '04  | '05  | '06  | '07  | '08  | '09  | '10  | '11  | '12  |
| ------------------------------------------------ | ---- | ---- | ---- | ---- | ---- | ---- | ---- | ---- | ---- | ---- | ---- | ---- | ---- | ---- |
| I Can't Stop Loving You                          | 1565 | 1669 | 1787 | 1934 | 1357 | 1352 | 1453 | 1238 | 1258 | 1334 | 1636 | 1721 | 1914 | 1984 |

1. ↑  Een vetgedrukt getal geeft de hoogste notering aan.
2. ↑  Deze tabel is bijgewerkt tot en met de laatste editie (2024).

## Overige versies
Van het nummer zijn er inmiddels meer dan 700 versies opgenomen in allerlei muzikale stijlen, en er zijn meer dan 30 miljoen platen van verkocht.
Enkele andere artiesten die het nummer opnamen zijn:
- Countryzangers Kitty Wells in 1958;
- Roy Orbison zong het op zijn LP "Sings Lonely and Blue" uit 1961;
- Frank Sinatra nam het op in 1965, begeleid door Count Basie en diens orkest;
- Duke Ellington nam het nummer op voor zijn album Ellington '66;
- Jerry Lee Lewis nam in 1969 een bluesversie van het nummer op;
- Conway Twitty nam het nummer op in 1972 en kwam daarmee op nummer een in de Billboard Hot Country Songs;
- Elvis Presley nam het nummer regelmatig op in zijn live shows in Las Vegas gedurende 1969-1973;
- Van Morrison nam een versie op in 1991 samen met The Chieftains voor het album Hymns to the Silence;